# Circé (1925)
Circé (Q125) – francuski okręt podwodny z okresu międzywojennego i II wojny światowej, jednostka prototypowa swojego typu. Okręt został zwodowany 29 października 1925 roku w stoczni Schneider w Chalon-sur-Saône, a do służby w Marine nationale wszedł w czerwcu 1929 roku. Jednostka pełniła służbę na Morzu Śródziemnym i wzięła udział w kampanii norweskiej, a od zawarcia zawieszenia broni między Francją a Niemcami znajdowała się pod kontrolą rządu Vichy. W grudniu 1942 roku okręt został przejęty przez Niemców w Bizercie i przekazany Włochom. W Regia Marina jednostka otrzymała oznaczenie FR 117, lecz nie zdążyła wejść do służby. Okręt został samozatopiony w Bizercie 6 maja 1943 roku.

## Projekt i budowa
„Circé” zamówiona została na podstawie programu rozbudowy floty francuskiej z 1922 roku. Okręt, zaprojektowany przez inż. Jeana Simonota, zbliżony był wielkością i parametrami do typu Sirène. Jednostka charakteryzowała się wysoką manewrowością i silnym uzbrojeniem, lecz miała zbyt długi czas zanurzenia, a ciasnota wnętrza powodowała trudności w obsłudze mechanizmów okrętowych przez załogę.  
„Circé” zbudowana została w stoczni Schneider w Chalon-sur-Saône. Stępkę okrętu położono w lutym 1923 roku, został zwodowany 29 października 1925 roku, a do służby w Marine nationale przyjęto go w czerwcu 1929 roku. Jednostka otrzymała numer burtowy Q125.

## Dane taktyczno–techniczne
„Circé” była średniej wielkości okrętem podwodnym o konstrukcji dwukadłubowej. Długość całkowita wynosiła 62,48 metra, szerokość 6,2 metra i zanurzenie 3,99 metra. Wyporność w położeniu nawodnym wynosiła 615 ton, a w zanurzeniu 776 ton. Okręt napędzany był na powierzchni przez dwa dwusuwowe silniki wysokoprężne Schneider-Carels o łącznej mocy 1250 koni mechanicznych (KM). Napęd podwodny zapewniały dwa silniki elektryczne o łącznej mocy 1000 KM. Dwuśrubowy układ napędowy pozwalał osiągnąć prędkość 14 węzłów na powierzchni i 7,5 węzła w zanurzeniu. Zasięg wynosił 3500 Mm przy prędkości 9 węzłów w położeniu nawodnym oraz 75 Mm przy prędkości 5 węzłów pod wodą. Zbiorniki paliwa mieściły 60 ton oleju napędowego, a energia elektryczna magazynowana była w bateriach akumulatorów typu D liczących 140 – 144 ogniwa. Dopuszczalna głębokość zanurzenia wynosiła 80 metrów, a autonomiczność 20 dób.
Okręt wyposażony był w 7 wyrzutni torped kalibru 550 mm: dwie wewnętrzne i dwie zewnętrzne na dziobie, jedną wewnętrzną na rufie oraz jeden podwójny obrotowy zewnętrzny aparat torpedowy za kioskiem, z łącznym zapasem 13 torped. Uzbrojenie artyleryjskie stanowiło działo pokładowe kal. 75 mm M1925 L/35 oraz dwa karabiny maszynowe kal. 8 mm (2 x I).
Załoga okrętu składała się z 3 oficerów oraz 38 podoficerów i marynarzy.

## Służba
W momencie wybuchu II wojny światowej okręt pełnił służbę na Morzu Śródziemnym, wchodząc w skład 13. dywizjonu 5. eskadry 1. Flotylli okrętów podwodnych stacjonującej w Tulonie. Dowódcą jednostki był w tym okresie kpt. mar. M.A.J. Delort, zastąpiony 2 listopada przez kpt. mar. A. Frossarda. W końcu 1939 roku okręt był remontowany w La Ciotat. 28 marca 1940 roku „Circé” (wraz z bliźniaczymi „Calypso”, „Thétis” i „Doris”) wyszła z Oranu w konwoju 17.R, udając się przez Cieśninę Gibraltarską do Brestu. Następnie jednostki udały się do Harwich, by wspomóc Brytyjczyków w kampanii norweskiej („Circé” przybyła do portu w dniu 14 kwietnia). 20 kwietnia okręt wyszedł na pierwszy patrol, jednak powrócił już 22 kwietnia z powodu dużej aktywności nieprzyjacielskiego lotnictwa. 29 kwietnia 1940 roku okręt udał się na patrol pod Texel, jednak z powodu defektu powrócił do Harwich w dniu 6 maja. 16 maja jednostka ponownie wyszła na patrol pod holenderskie wybrzeże, zderzając się następnego dnia z francuskim okrętem podwodnym „La Sibylle”. Z uszkodzonym prawoburtowym silnikiem okręt powrócił do Rosyth 19 maja („La Sybille” nie doznała uszkodzeń). 25 maja „Circé” wraz z „Thétis” i okrętem-bazą okrętów podwodnych „Jules Verne” wyszły z Rosyth do Dundee, które osiągnęły bezpiecznie wieczorem (w morzu do mini-konwoju dołączyła jeszcze „Calypso”). 4 czerwca jednostka (wraz z innymi francuskimi okrętami podwodnymi) udała się w rejs powrotny do Francji. Po przybyciu do Brestu okręt był remontowany w tamtejszej stoczni. 18 czerwca, wobec zbliżania się wojsk niemieckich do portu w Breście, „Circé” ewakuowała się do Casablanki (razem z okrętami podwodnymi „Casabianca”, „Sfax”, „Poncelet”, „Persée”, „Ajax”, „Thétis”, „Calypso”, „Méduse”, „La Sibylle”, „Amazone”, „Antiope”, „Orphée” i „Amphitrite”).
Po zawarciu zawieszenia broni między Francją a Niemcami „Circé” znalazł się pod kontrolą rządu Vichy. 2 listopada 1940 roku okręt opuścił Casablankę, osiągając Oran w dniu 5 listopada. Następnie jednostka została rozbrojona w Bizercie. Na przełomie 1941 i 1942 roku okręt został wycofany z czynnej służby. Po rozpoczęciu przez Niemcy okupacji terenów podległych rządowi Vichy, 8 grudnia 1942 roku okręt został przejęty przez Niemców w Bizercie i przekazany Włochom. Jednostka w Regia Marina otrzymała oznaczenie FR 117, lecz nigdy nie weszła do służby. Okręt został samozatopiony w Bizercie 6 maja 1943 roku, kilka dni przed kapitulacją wojsk Osi w Tunezji.